# André Haudry
Pour les articles homonymes, voir Haudry.
 (février 2012).
Si vous disposez d'ouvrages ou d'articles de référence ou si vous connaissez des sites web de qualité traitant du thème abordé ici, merci de compléter l'article en donnant les références utiles à sa vérifiabilité et en les liant à la section « Notes et références ».
André Haudry, seigneur de Soucy (hameau de Fontenay-lès-Briis), Fontenay, Janvry, de Segrez et autres lieux, est un fermier général du XVIIIe siècle né le 7 novembre 1688 à Corbeil-Essonnes et mort le 30 décembre 1769 en sa maison de Paris, paroisse Saint-Eustache. Inhumé le 1er janvier 1770 en la chapelle de son château de Soucy, son corps repose désormais au cimetière communal de Fontenay-lès-Briis (depuis une délibération du conseil municipal de 1857).

## Biographie
Fils d'André Haudry - marchand boulanger et échevin de Corbeil - et de Simone Legendre, il devient d'abord commis des aides à Corbeil, chef de bureau de la régie de Paris, conseiller secrétaire intéressé dans les affaires du roi en 1740 puis fermier général de 1745 à 1769.
En 1733, André Haudry achète le fief de Segrez. Il transforme un « grand logis en forme de pavillon » en un « château en grès crème d'un étage sur la cour et deux sur le jardin » qu'il loue à vie au printemps 1748, au marquis d'Argenson. Son petit-fils, Jean-Baptiste-Hyacinthe de Montullé, retrouvera relativement épargné par la Révolution à son retour de Saint-Domingue en 1802 le château de Segrez qu'il revend finalement dès 1808 au marquis de la Garde.
En 1738, il acquiert la seigneurie de Fontenay puis en août 1746, le fief de Soucy et s'installe au château – aujourd'hui détruit – dans lequel il mène grande vie.
Il épouse en 1718 Françoise Dantan, fille d'une aubergiste (l'auberge « L'hôtel Satin ») et d'un cabaretier de Montargis, dont il a plusieurs enfants, dont :
- Élisabeth Haudry (1734-1800), qui épouse en mars 1750 Jean-Baptiste de Montullé, alors conseiller au Parlement.
- André-Pierre Haudry de Soucy (1736-1817), fermier général de 1768 à 1781, puis inspecteur des salines royales. Grand collectionneur de tableaux et passionné de musique, il fait faillite en janvier 1781. Il est le père d'André Haudry de Soucy, député de Seine-et-Oise.